# Carex mollicula
Espèce
Classification phylogénétique
Carex mollicula est une espèce de plantes du genre Carex et de la famille des Cyperaceae.